# Heinz Renneberg
Heinz Renneberg   (Gelsenkirchen, 29 de gener de 1927 - Herne, 21 d'octubre de 1999) fou un remer alemany que va competir durant la dècada de 1950.
El 1952 va prendre part en els Jocs Olímpics d'Estiu de Hèlsinki, on quedà eliminat en sèries en la prova del dos sense timoner del programa de rem. El 1960, als Jocs de Roma, guanyà la medalla d'or en la prova del dos amb timoner. Formà equip amb Bernhard Knubel i Klaus Zerta. En el seu palmarès també destaquen dos campionats alemanys en el dos sense timoner, el 1951 i 1952.